# 上田市立本原小学校
上田市立本原小学校（うえだしりつ もとはらしょうがっこう）は、長野県上田市にある公立小学校。
旧・小県郡真田町地区の南部、神川中流一帯、本原地区を学区としている。

## 概要・歴史
上田市立本原小学校は1889年に小県郡本原村が合併を伴わずに発足した際「芳田学校」の本原分教場が独立し村立本原尋常小学校として発足しているがルーツは1873年、学制頒布の翌年に小県郡上・中・下原3村とのちに同郡殿城村となる赤坂村を学区として開校した「育英学校」である。「育英学校」は現在の上田市立神川小学校・上田市立豊殿小学校の前身校と1889年合併して「芳田学校」となり本原分教場となったが1889年に15年前に上中下原3村が合併した小県郡本原村が合併を経ずに発足すると旧赤坂村を組合立豊里殿城（豊殿）尋常小学校に分離して残りで村立本原尋常小学校として独立したという次第である。
1895年には高等科を分値し村立本原尋常高等小学校と改称。この年広山寺の仮校舎から現在地に校舎を建築し移転。1941年に国民学校令により村立本原国民学校と改称。1947年には学制改革により村立本原小学校と改称し同時に併設で本原中学校が開校。本原中学校は1955年に小県郡本原村・長村・傍陽村の3併設中学校の統合により組合立真田中学校として開校（現：上田市立真田中学校）したため小学校単独に戻った。組合立真田中学校の開校が1958年の3村の合体町制施行による小県郡真田町の発足につながり当年に小県郡真田町立本原小学校と改称する。そして2006年小県郡真田町は丸子町・武石村と共に上田市と対等合併し新・上田市が発足。上田市立本原小学校と改称した。

## 略年表
- 1873年 - 「育英学校」開校。学区は小県郡上原・中原・下原・赤坂の4村。
- 1874年 - 小県郡本原村が赤坂を除く3村の合併により発足。学区は本原・赤坂の2村となる。
- 1876年 - 小県郡赤坂村が殿城村の赤坂区となる。学区は本原村・殿城村赤坂区に変更。
- 1886年 - 「育英学校」が「修道学校」・「古府学校」・「啓明学校」と合併し「芳田学校」発足。本原分教場となる。
- 1889年 - 小県郡本原村が合併を経ずに発足。これにより「芳田学校」解体。本原分教場は村立本原尋常小学校として独立。

（※　小県郡殿城村赤坂区は小県郡豊里・殿城村組合立豊殿尋常小学校へ分離。）
- 1895年 - 小県郡立高等小学校の廃止による高等科の分値により村立本原尋常高等小学校と改称。この年現在地に校舎を建築し移転。
- 1941年 - 国民学校令発布により村立本原国民学校と改称。
- 1947年 - 学制改革の第1弾6・3制の実施により村立本原小学校と改称。同時に併設で本原中学校開校。
- 1955年 - 併設していた本原中学校が小県郡本原村・長村・傍陽村の3併設中学校の統合により組合立真田中学校（のち小県郡真田町立→現：上田市立真田中学校）として開校したため小学校単独に戻る。
- 1958年 - 3村の合体町制施行により小県郡真田町が発足したことにより小県郡真田町立本原小学校と改称。
- 2006年 - 小県郡真田町・丸子町・武石村と上田市が対等合併し新・上田市発足。上田市立本原小学校と改称。

## 学校所在地
- 〒386-2202　長野県上田市真田町本原2175番地1番

## 著名な出身者
- 高寺望夢（野球選手）